# Vadertje Tijd

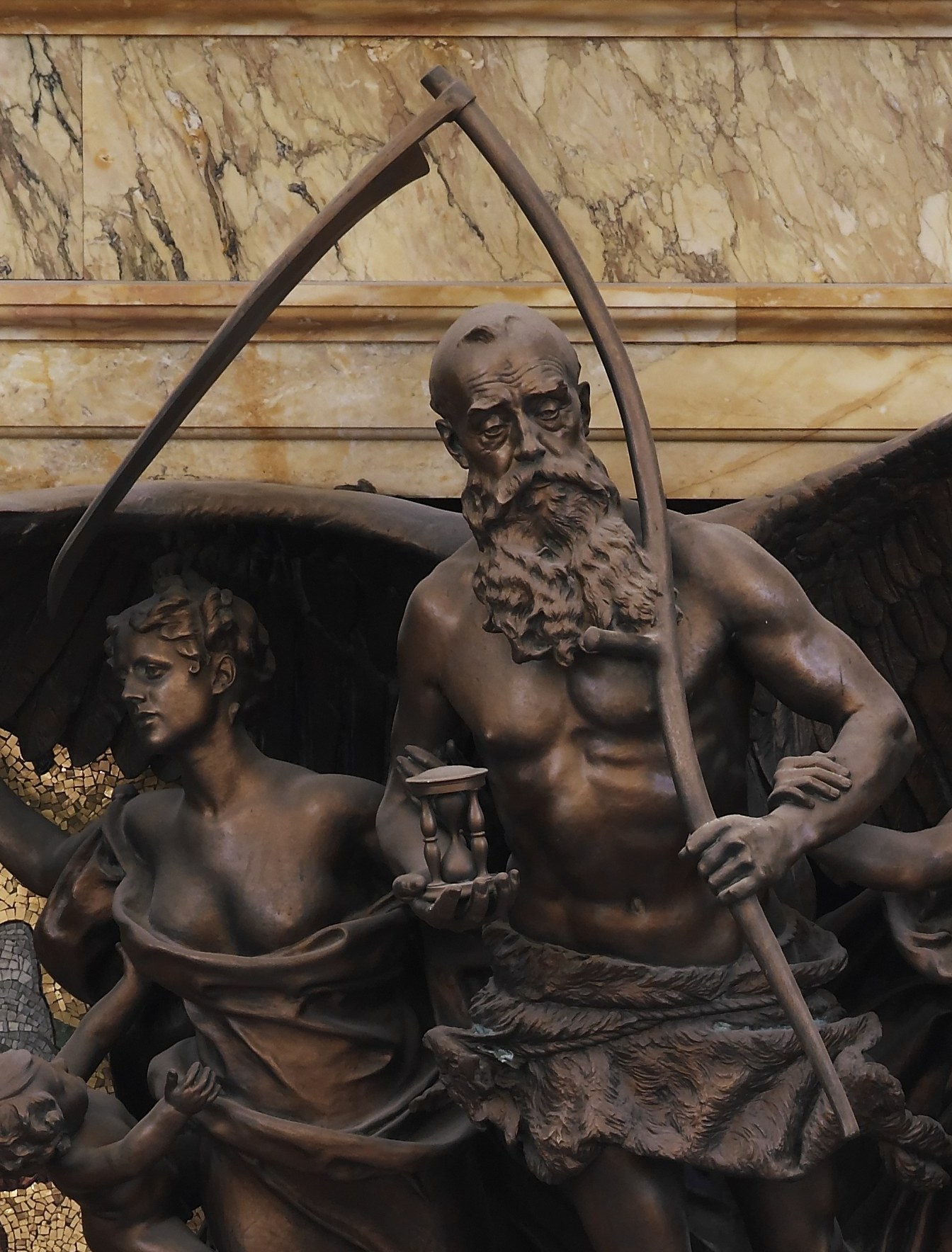
Vadertje Tijd

Vadertje Tijd is een figuur uit de allegorische kunst. Hij is de personificatie van tijd. Zijn attributen zijn een zeis en een zandloper. Hij wordt meestal afgebeeld met een lendendoek om het naakte lichaam en vleugels.
Oorspronkelijk werd de personificatie van de tijd niet afgebeeld met attributen. De oude Grieken verwarden het Griekse woord voor tijd (chronos) met de naam van de landbouwgod Kronos. Deze had een zeis als attribuut.
Vanwege zijn naam wordt Vadertje Tijd ook wel gekoppeld aan Moeder Natuur. Zij worden soms voorgesteld als echtpaar.

## Galerij

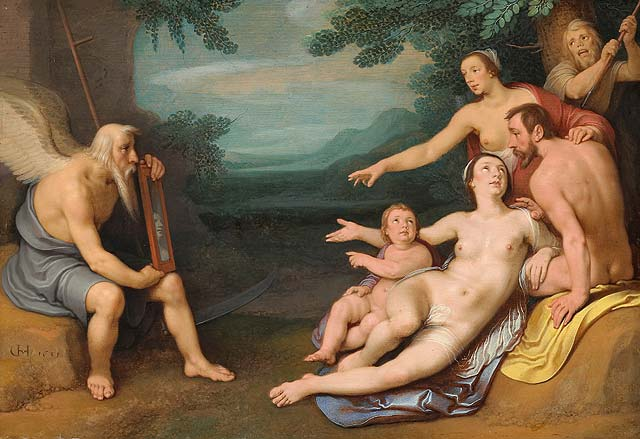
Cornelis Cornelisz. van Haarlems schilderij De Spiegel van de tijd
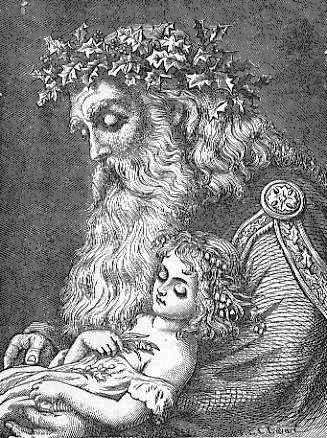
Father Time and Baby New Year, 1897
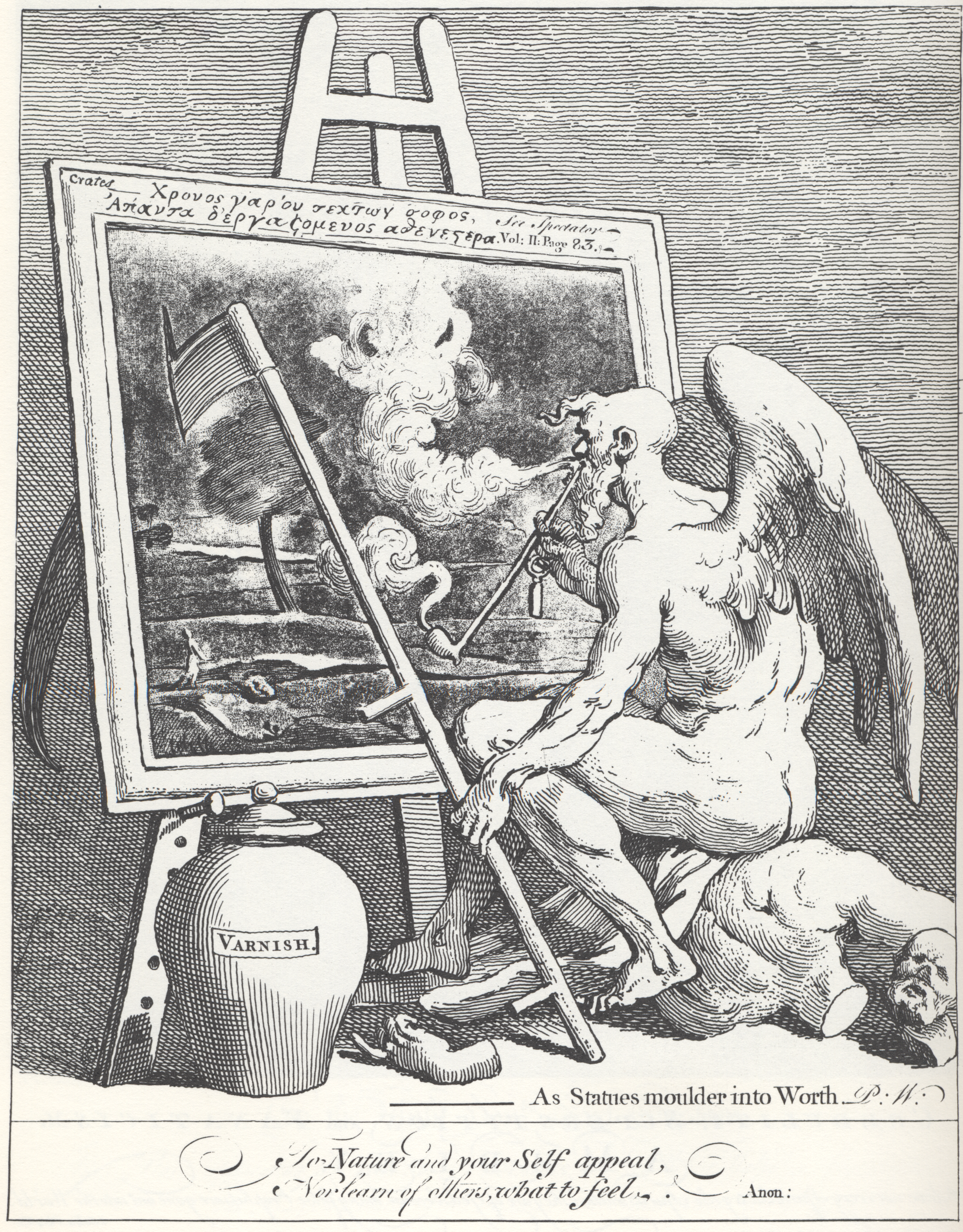
William Hogarths Time smoking a picture, 18e eeuw
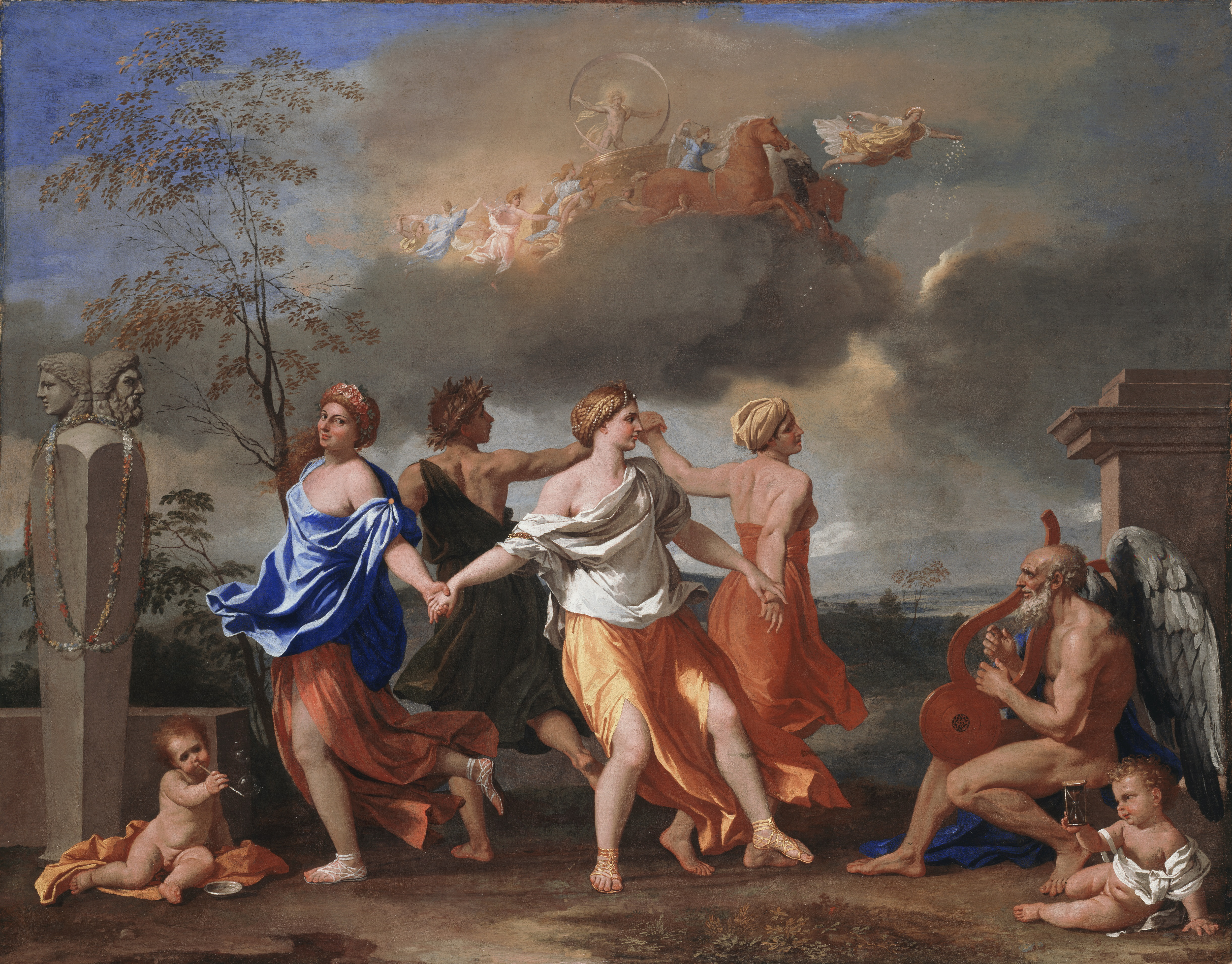
Nicolas Poussins schilderij De Dans van de Tijd